# Germán Chavarría
Germán José Chavarría Jimenez (San José, 19 marzo 1958) è un ex calciatore costaricano, di ruolo centrocampista.